# Jimmy van Rensberg
Jimmy van Rensberg (* 24. Oktober 1931 in der Provinz Natal), auch Jimmy Van Rensberg, sowie Jimmy van Rensburg, ist ein südafrikanischer Snooker- und English-Billiards-Spieler. Bis 1978 gewann er als Amateur zwölfmal die südafrikanische Snooker-Meisterschaft und einmal die südafrikanische English-Billiards-Meisterschaft. Anschließend wurde er Profispieler und verbrachte bis 1992 vierzehn Saisons auf der Profitour. In dieser Zeit zog er dreimal in das Endspiel der South African Professional Championship ein und gewann dabei die South African Professional Championship 1984. Darüber hinaus erreichte er unter anderem auch die Runde der letzten 32 des Classic 1986 und Rang 59 der Snookerweltrangliste.

## Karriere
Der 1931 geborene van Rensberg kommt ursprünglich aus der mittlerweile aufgelösten Provinz Natal. Laut mehreren Quellen hat er bereits im Alter von 20 Jahren die südafrikanische Snooker-Meisterschaft gewonnen, was sich aber anhand von anderen Aufzeichnungen nicht belegen lässt. Demnach gewann van Rensburg erstmals 1953 im Alter von etwa 22 Jahren die Meisterschaft. 1960 besuchte er das nördlich der Südafrikanischen Union gelegene Rhodesien. Bis 1964 gewann er sechs weitere Titel; im Jahr 1964 unterlag er aber Mannie Francisco. 1967 gewann er gegen Mannies Bruder Silvino Francisco seinen achten Titel, zeitgenössische Presseberichte weisen ihn zudem als vierfachen Vize-Meister aus, was bedeutet, dass er neben der Niederlage 1964 drei weitere Male Finalist gewesen sein muss. Im selben Jahr gewann van Rensberg auch zum einzigen Male die südafrikanische English-Billiards-Meisterschaft.
Ein Jahr später durfte van Rensberg an der Snooker-Amateurweltmeisterschaft teilnehmen und unterlag im Halbfinale mit 7:8 Max Williams. 1970 folgte van Rensbergs neunter Meistertitel, bevor er sich 1971 im Finale Mannie Francisco geschlagen geben musste. 1972 gewann er gegen Mike Hines seinen zehnten Titel, weshalb er an der im Januar 1973 ausgetragenen Snooker-Amateurweltmeisterschaft 1972 teilnehmen durfte, dort allerdings in der zweiten Gruppenphase ausschied. 1973 siegte van Rensberg bei der südafrikanischen Meisterschaft zum elften Mal. Im selben Jahr erreichte er zwar auch das Finale der English-Billiards-Meisterschaft, musste sich aber Mannie Francisco geschlagen geben. 1974 gewann van Rensberg die English-Billiards-Meisterschaft von Transvaal. Einige Jahre später durfte van Rensberg Südafrika auch bei der Heim-Amateurweltmeisterschaft repräsentieren. Er zog bis ins Halbfinale ein, unterlag dort aber Paul Mifsud aus Malta. Zwei Jahre später, 1978, gewann van Rensburg seinen zwölften und letzten südafrikanischen Meistertitel. Im selben Jahr wurde van Rensberg Profispieler.
Während seiner ersten beiden Profisaisons nahm van Rensberg nur an wenigen Turnieren teil. Sowohl bei der Snookerweltmeisterschaft 1979 als auch bei der Snookerweltmeisterschaft 1980 verlor er in der Qualifikation sein Auftaktspiel, ebenso in der Hauptrunde des Kronenbräu 1308 Classic. Lediglich bei der South African Professional Championship 1979 konnte er gegen Silvino Francisco sein Auftaktspiel gewinnen und erreichte das Finale, verlor dieses aber gegen Derek Mienie. Danach pausierte er für einige Jahre vom Profisnooker. 1984 kehrte er zurück und nahm sowohl in diesem Jahr als auch im Jahr 1985 an der WM-Qualifikation teil, schaffte es aber trotz einiger Siege nicht in die Hauptrunde. 1984 gewann er allerdings gegen Perrie Mans die South African Professional Championship. Trotzdem wurde er ab Mitte 1985 auf Rang 80 der Snookerweltrangliste geführt.
Ab der folgenden Saison nahm van Rensberg an fast allen ihm möglichen Profiturnieren teil. Da er die finale Qualifikationsrunde der Snookerweltmeisterschaft, die erste Runde der Hauptrunde beim Grand Prix und die zweite beim Classic erreichte, verbesserte er sich auf Platz 59 der Weltrangliste, der besten Platzierung seiner Karriere. Allerdings verschlechterte er sich binnen der nächsten zwei Saisons auf Rang 87, auch wenn van Rensberg regelmäßig eine Hauptrunde erreichen konnte. Im selben Zeitraum hatte er vor allem bei der South African Professional Championship Erfolg, bei der er 1986 im Halbfinale und 1987 im Finale ausschied. Nach zwei von Niederlagen geprägten Spielzeiten zog sich van Rensberg schließlich Anfang 1990 vom Profisnooker zurück. Zunächst abgerutscht auf Platz 115, verlor er ein Jahr später seinen Weltranglistenplatz, woran sich das Ende seiner Profikarriere Mitte 1992 anschloss.

## Spielweise
Bereits als junger Erwachsener galt van Rensberg als „hervorragender Billardspieler“. Der damals rhodische und heute simbabwische The Chronicle sah 1967 in van Rensberg einen „geborenen Unterhalter“, der aber ein „ruhiger, kalkulierender Spieler“ sei, welcher unter Druck hervorrage. Typisch sei für ihn ein Lob für den Gegenspieler. Elliott West sah 2020 van Rensberg als einen „brillanten“ Spieler, der mehr in seinem Heimatland Südafrika Erfolg hatte als im internationalen Snooker. Jedenfalls sei er für Südafrika ein „Wegbereiter“ gewesen, „der nicht in Vergessenheit geraten sollte.“

## Erfolge
Wegen einer lückenhaften Quellenlage lassen sich drei von (mindestens) fünf verlorenen Endspiele van Rensbergs bei der südafrikanischen Snooker-Meisterschaft leider nicht genau datieren (lediglich vor 1967).
| Ausgang         | Jahr | Turnier                                         | Finalgegner       | Ergebnis     |
| --------------- | ---- | ----------------------------------------------- | ----------------- | ------------ |
| Profiturniere   |      |                                                 |                   |              |
| Zweiter         | 1979 | South African Professional Championship         | Derek Mienie      | 6:9          |
| Sieger          | 1984 | South African Professional Championship         | Perrie Mans       | 10:7         |
| Zweiter         | 1987 | South African Professional Championship         | François Ellis    | 4:9          |
| Amateurturniere |      |                                                 |                   |              |
| Sieger          | 1953 | Südafrikanische Snooker-Meisterschaft           | unbekannt         | unbekannt    |
| Sieger          | 1954 | Südafrikanische Snooker-Meisterschaft           | unbekannt         | unbekannt    |
| Sieger          | 1955 | Südafrikanische Snooker-Meisterschaft           | unbekannt         | unbekannt    |
| Sieger          | 1957 | Südafrikanische Snooker-Meisterschaft           | unbekannt         | unbekannt    |
| Sieger          | 1961 | Südafrikanische Snooker-Meisterschaft           | unbekannt         | unbekannt    |
| Sieger          | 1962 | Südafrikanische Snooker-Meisterschaft           | unbekannt         | unbekannt    |
| Sieger          | 1963 | Südafrikanische Snooker-Meisterschaft           | unbekannt         | unbekannt    |
| Zweiter         | 1964 | Südafrikanische Snooker-Meisterschaft           | Mannie Francisco  | 3:4          |
| Sieger          | 1967 | Südafrikanische Snooker-Meisterschaft           | Silvino Francisco | 4:0          |
| Sieger          | 1967 | Südafrikanische English-Billiards-Meisterschaft | Silvino Francisco | „im Decider“ |
| Sieger          | 1970 | Südafrikanische Snooker-Meisterschaft           | unbekannt         | unbekannt    |
| Zweiter         | 1971 | Südafrikanische Snooker-Meisterschaft           | Mannie Francisco  | 2:7          |
| Sieger          | 1972 | Südafrikanische Snooker-Meisterschaft           | Mike Hines        | 7:5          |
| Sieger          | 1973 | Südafrikanische Snooker-Meisterschaft           | Derek Mienie      | unbekannt    |
| Zweiter         | 1973 | Südafrikanische English-Billiards-Meisterschaft | Mannie Francisco  | unbekannt    |
| Sieger          | 1974 | English-Billiards-Meisterschaft von Transvaal   | unbekannt         | unbekannt    |
| Sieger          | 1978 | Südafrikanische Snooker-Meisterschaft           | unbekannt         | unbekannt    |